# 생리체학
생리체학은 생리학을 대량의 실험정보를 생산하여 연구하는 오믹스학문중의 하나이다. 유전체학, 단백체학, 상호작용체학등과 같이 최근에 생명과학에서 사용되는 신조이이다. 기존의 생리학과의 차이는 생리학적인 현상을 네트워크를 형성하는 정보객체로 계(system)를 이해하고자하는 것이다.

## 같이 보기
- 체학
- 유전체학
- 단백체학